# Gerardo I d'Alvernia
Gerardo, Gérard in francese e Gerard o Güerau  in catalano (... – 841), fu conte d'Alvernia dall'839 all'841.

## Origine
Nobile carolingio di cui non si conoscono gli ascendenti.

## Biografia
Nell'839, alla dieta di Worms, l'imperatore Ludovico oltre a diseredare il nipote Pipino II (che non venne più menzionato anche nelle due successive spartizioni dell'impero) scontentò anche il figlio, Ludovico, che non accettò le decisioni paterne, e, in quello stesso anno, invase la Sassonia e la Turingia.
Secondo la Vita Hludowici Imperatoris Gerardo I, conte di Alvernia, che era genero del defunto figlio di Ludovico il Pio, Pipino I d'Aquitania (quindi cognato di Pipino II) si schierò con altri conti e vescovi con l'imperatore contro Ludovico II detto il Germanico che venne ricacciato in Baviera dal padre che, poco dopo, nell'840, morì.
Dopo la morte dell'imperatore, dato che i suoi tre figli non riuscivano a trovare un accordo per la spartizione dell'impero, nell'841, Ludovico II il Germanico e Carlo il Calvo si allearono contro l'imperatore Lotario I che aveva l'appoggio del nipote diseredato, Pipino II, che continuava a governare l'Aquitania.
Lo scontro avvenne a Fontaney, nelle vicinanze di Auxerre, dove Gerardo I, schierato con le truppe di Carlo il Calvo, trovò la morte, il 25 giugno.
La contea di Alvernia passò a suo fratello, Guglielmo.

## Discendenza
Gerardo si sposò due volte. una prima volta con Ildegarda dei Franchi (802-841), presunta figlia dell'imperatore Ludovico il Pio, da cui, secondo Ademaro di Chabannes, ebbe un figlio:
- Ranulfo (820 – 866), conte di Poitiers e duca di Aquitania.

Gerardo contrasse un secondo matrimonio con Matilde, la figlia del re d'Aquitania, Pipino I, da cui ebbe un figlio:
- Gerardo (? – 892), conte d'Alvernia.

### Fonti primarie
- (LA)  Monumenta Germaniae Historica, tomus II.
- (LA)  Ademarus Engolismensis, Historiarum Libri Tres.

### Letteratura storiografica
- René Poupardin, Ludovico il Pio, in «Storia del mondo medievale», vol. II, 1979, pp. 558–582
- René Poupardin, I regni carolingi (840-918), in «Storia del mondo medievale», vol. II, 1979, pp. 583–635
- (FR)  Claude Devic e Joseph Vaissette, Histoire générale de Languedoc Google Books Vol. 1 (1840), Vol. 2 (1840), Vol. 3 (1841), Vol. 4 (1749), Vol. 5 (1842), Vol. 6 (1843), Vol. 7 (1843), Vol. 8 (1844), Vol. 9 (1845)